# Biaporus montanus
Biaporus montanus är en mångfotingart som beskrevs av Loomis 1941. Biaporus montanus ingår i släktet Biaporus och familjen Chelodesmidae. Inga underarter finns listade i Catalogue of Life.